# Cecropia pachystachya
Cecropia pachystachya Trécul, 1847 è una pianta della famiglia delle Urticacee, originaria del Sud America.

## Descrizione

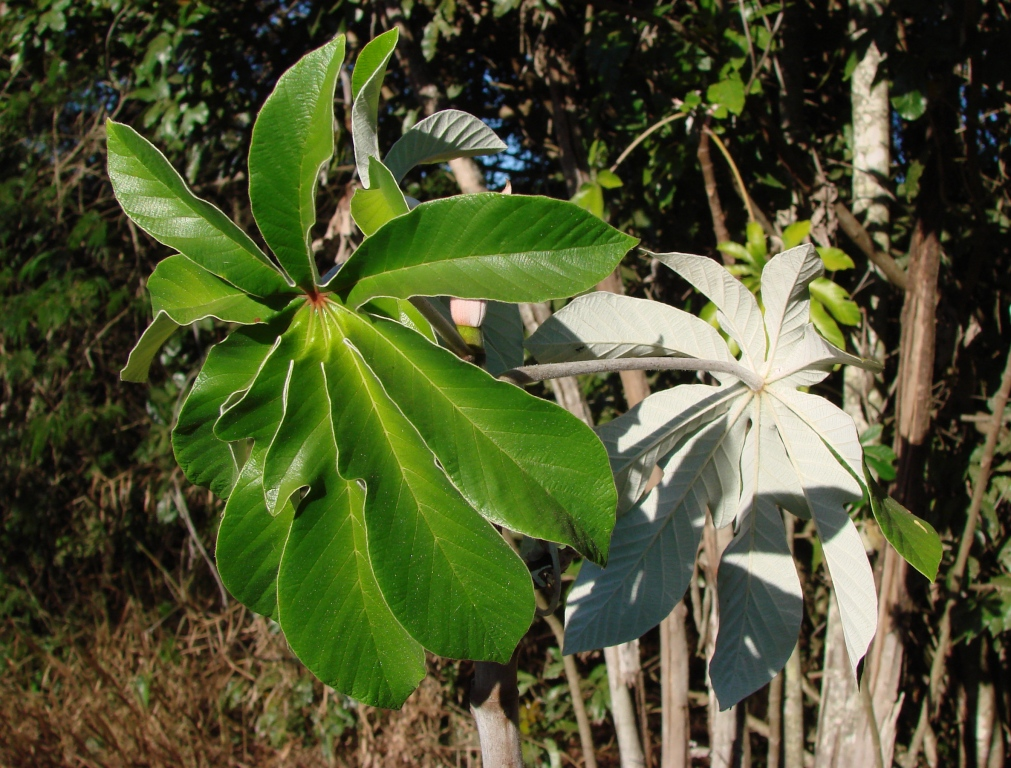
Foglie

È una pianta a portamento arborescente, con fusto sottile, molto ramificato, che può raggiungere i 15 m di altezza.

I rami hanno un midollo composto da capsule cave grossolanamente cilindriche.
 
Le foglie, sorrette da un picciolo lungo sino a 50 cm, si sviluppano a grappoli all'apice delle ramificazioni, con disposizione alternata; sono tondeggianti e profondamente lobate, con 9-11 (raramente 13) lobi; la pagina superiore è di colore verde brillante, quella inferiore verde-grigiastro.
 
È una specie dioica che presenta infiorescenze spiciformi: quelle maschili, sono giallo chiare, lunghe circa 12 cm, quelle femminili, verde chiaro, lunghe circa 7 cm.
 
Il frutto è sottile, ovoidale, lungo circa 3 mm e largo 1 mm, contenente un unico seme.

## Biologia
È una pianta mirmecofila che contrae rapporti di simbiosi mutualistica con la formica Azteca muelleri (Dolichoderinae).
Le cavità cilindriche presenti nel midollo degli internodi del fusto fungono da domazia per le colonie di formiche: la regina fondatrice vi penetra perforando lo sclerenchima esterno, vi depone le uova e dà vita alla prima generazione di operaie.
 
Oltre a fornire ospitalità la pianta offre anche nutrimento, sotto forma di corpuscoli glicolipidici (corpuscoli del Muller e pearl bodies), generati alla base delle foglie e attivamente raccolti dalle operaie..
Le formiche, da parte loro, contribuiscono allo sviluppo della pianta proteggendola dalle piante rampicanti e dagli insetti fitofagi. In particolare risultano essere un efficace mezzo di difesa della pianta contro i coleotteri folivori della specie Coelomera ruficornis (Chrysomelidae), nei confronti dei quali hanno un comportamento estremamente aggressivo.

## Distribuzione e habitat
La specie è diffusa in Sud America (Brasile, Argentina e Paraguay).
È stata introdotta dall'uomo, e si è naturalizzata, nelle isole Cook (Nuova Zelanda).